# XXII Giochi centramericani e caraibici
I XXII Giochi centramericani e caraibici si sono svolti principalmente nella città di Veracruz, in Messico dal 14 novembre al 30 novembre 2014.
Ai Giochi hanno preso parte 5707 atleti provenienti da 31 nazioni, impegnati in 36 diversi sport. Gli eventi sportivi hanno visto coinvolte anche le città di Boca del Río, Xalapa, Córdoba, Tuxpan e Coatzacoalcos.

## Nazioni partecipanti
Hanno preso parte ai Giochi le seguenti nazioni; tra parentesi è indicato il numero di atleti coinvolti per ciascuna di esse.
| Nazioni partecipanti | Nazioni partecipanti | Nazioni partecipanti | Nazioni partecipanti |
| --- | --- | --- | -------------------- |
| - Antigua e Barbuda (12) - Aruba (33) - Bahamas (58) - Barbados (102) - Belize (10) - Bermuda (43) - Isole Vergini Britanniche (5) - Isole Cayman (48) - Colombia (431) - Costa Rica (302) - Cuba (624) | - Dominica (13) - Rep. Dominicana (488) - El Salvador (188) - Grenada (15) - Guatemala (404) - Guyana (43) - Haiti (80) - Honduras (86) - Giamaica (144) - Messico (732) | - Nicaragua (164) - Panama (139) - Porto Rico (364) - Saint Kitts e Nevis (21) - Saint Lucia (15) - Saint Vincent e Grenadine (15) - Suriname (16) - Trinidad e Tobago (213) - Isole Vergini Americane (40) - Venezuela (577) |                      |

## Discipline sportive
- Atletica leggera (dettagli)
- Badminton (dettagli)
- Baseball (dettagli)
- Beach volley (dettagli)
- Bowling (dettagli)
- Canoa/kayak (dettagli)
- Canottaggio (dettagli)
- Ciclismo:
  -  BMX (dettagli)(2)
  -  Mountain biking (dettagli) (2)
  -  Ciclismo su strada (dettagli) (4)
  -  Ciclismo su pista (dettagli) (10)
- Equitazione (dettagli)
- Football americano (dettagli)
- Ginnastica:
  -  Ginnastica artistica (dettagli)
  -  Ginnastica ritmica (dettagli)
  -  Trampolino elastico (dettagli)
- Golf (dettagli)
- Hockey su prato (dettagli)
- Judo (dettagli)
- Karate (dettagli)
- Lotta (dettagli)
- Pallamano (dettagli)
- Palla basca (dettagli)
- Pallavolo (dettagli)
- Pallacanestro (dettagli)
- Pattinaggio a rotelle (dettagli)
- Pentathlon moderno (dettagli)
- Pugilato (dettagli)
- Sport acquatici:
  -  Nuoto (dettagli)
  -  Nuoto sincronizzato (dettagli)
  -  Pallanuoto (dettagli)
  -  Tuffi (dettagli)
- Racquetball (dettagli)
- Rugby a 7 (dettagli)
- Scherma (dettagli)
- Squash (dettagli)
- Softball (dettagli)
- Sollevamento pesi (dettagli)
- Taekwondo (dettagli)
- Tennis (dettagli)
- Tennistavolo (dettagli)
- Triathlon (dettagli)
- Tiro (dettagli)
- Tiro con l'arco (dettagli)
- Vela (dettagli)

## Medagliere
Paese ospitante
| Posiz. | Nazione                   | Oro | Argento | Bronzo | Totale |
| ------ | ------------------------- | --- | ------- | ------ | ------ |
| 1      | Cuba                      | 123 | 66      | 65     | 254    |
| 2      | Messico                   | 115 | 106     | 111    | 332    |
| 3      | Colombia                  | 70  | 75      | 78     | 223    |
| 4      | Venezuela                 | 56  | 79      | 110    | 245    |
| 5      | Rep. Dominicana           | 20  | 34      | 23     | 77     |
| 6      | Porto Rico                | 15  | 24      | 45     | 84     |
| 7      | Guatemala                 | 15  | 19      | 43     | 77     |
| 8      | Bahamas                   | 4   | 3       | 1      | 8      |
| 9      | El Salvador               | 2   | 9       | 12     | 23     |
| 10     | Trinidad e Tobago         | 2   | 1       | 8      | 11     |
| 11     | Aruba                     | 2   | 1       | 1      | 4      |
| 12     | Costa Rica                | 1   | 3       | 11     | 15     |
| 13     | Honduras                  | 1   | 2       | 9      | 12     |
| 14     | Panama                    | 1   | 2       | 4      | 7      |
| 15     | Isole Vergini Americane   | 1   | 2       | 3      | 6      |
| 16     | Dominica                  | 1   | 0       | 1      | 2      |
| 17     | Isole Vergini Britanniche | 1   | 0       | 0      | 1      |
| 17     | Isole Cayman              | 1   | 0       | 0      | 1      |
| 17     | Saint Lucia               | 1   | 0       | 0      | 1      |
| 20     | Nicaragua                 | 0   | 2       | 5      | 7      |
| 21     | Barbados                  | 0   | 1       | 3      | 4      |
| 21     | Giamaica                  | 0   | 1       | 3      | 4      |
| 21     | Suriname                  | 0   | 1       | 3      | 4      |
| 24     | Antigua e Barbuda         | 0   | 1       | 0      | 1      |
| 25     | Haiti                     | 0   | 0       | 3      | 3      |
| 26     | Guyana                    | 0   | 0       | 2      | 2      |
| 27     | Bermuda                   | 0   | 0       | 0      | 0      |
| 27     | Saint Kitts e Nevis       | 0   | 0       | 0      | 0      |
| 27     | Grenada                   | 0   | 0       | 0      | 0      |
| 27     | Saint Vincent e Grenadine | 0   | 0       | 0      | 0      |
| 27     | Belize                    | 0   | 0       | 0      | 0      |
| Totale | Totale                    | 432 | 432     | 544    | 1408   |